# Charles II du Palatinat
Charles II du Palatinat (en allemand : Karl II. von der Pfalz), né le 31 mars 1651 à Heidelberg et mort le 26 mai 1685 dans cette même ville, est électeur palatin de 1680 à sa mort.

## Biographie

### Famille et jeunesse
Il est le fils et successeur de Charles-Louis et le frère d'Élisabeth-Charlotte, duchesse d’Orléans.
Ses parents se séparent en 1656. L'électrice Charlotte se réfugie dans sa famille à Cassel tandis que l'électeur contracte avec sa maîtresse un mariage morganatique dont il a une nombreuse descendance non dynaste. Si Charles, en tant qu'héritier est élevé à Heidelberg, sa sœur Élisabeth-Charlotte est confiée à leur tante la duchesse de Hanovre.
Charles reçoit de ses précepteurs une éducation rigoureusement calviniste mettant l'accent sur le péché de chair, peut-être en raison de la vie scandaleuse de son père.
Il épouse néanmoins en 1671 par l'entremise de sa tante Sophie de Hanovre la princesse Wilhelmine-Ernestine de Danemark, une des filles du roi Frédéric III ; mais cette union demeure stérile, le prince refusant toute relation avec sa femme.
La même année, sa sœur contracte une union brillante en épousant le duc d'Orléans, frère du roi de France, devant à contre-cœur se convertir au catholicisme à Metz. Ce mariage devait protéger l'électorat des menées expansionnistes de Louis XIV qui avait annexé l'Alsace et dont les troupes occupent alors la Lorraine et le Barrois.
Malgré cela, dès 1674, au cours de la guerre de Hollande, les troupes françaises ravagent le Palatinat, ne laissant que des ruines de cette principauté florissante qui était le siège d'une des plus brillantes universités allemandes.

### Règne
L'électeur Charles-Louis meurt six ans plus tard et Charles lui succède sous le nom de Charles II. Prince cultivé, il redonne à sa capitale le rang brillant qu'elle occupait avant les exactions françaises. D'un naturel effacé, avec cela imprégné des valeurs familiales de son enfance, il manifeste un goût superficiel pour la vie militaire et se comporte comme un calviniste rigoureux. C'est d’ailleurs la raison pour laquelle il autorise les huguenots à s'établir dans sa principauté.
Ayant refusé de consommer son mariage, Charles II est le dernier comte palatin issu de la lignée calviniste des Palatinat-Simmern. Cependant, victime d'une mort prématurée, il ne règne que cinq ans, laissant le trône à un lointain cousin catholique, Philippe-Guillaume, issu de la branche catholique des Palatinat-Neubourg, qui est également le beau-père de l'empereur Léopold Ier du Saint-Empire.
Si dans un premier temps Charles parvient à un compromis avec son héritier sur la question religieuse dans le Palatinat, il ne peut s'opposer à plus long terme à ce que certains droits dynastiques de sa sœur, la duchesse d’Orléans, permettent au « Roi-Soleil », au grand dam de celle-ci, de déclencher la guerre de la Ligue d'Augsbourg que les Allemands nomment « la guerre d'Orléans ».